# St. Ulrich (Dobrunje)

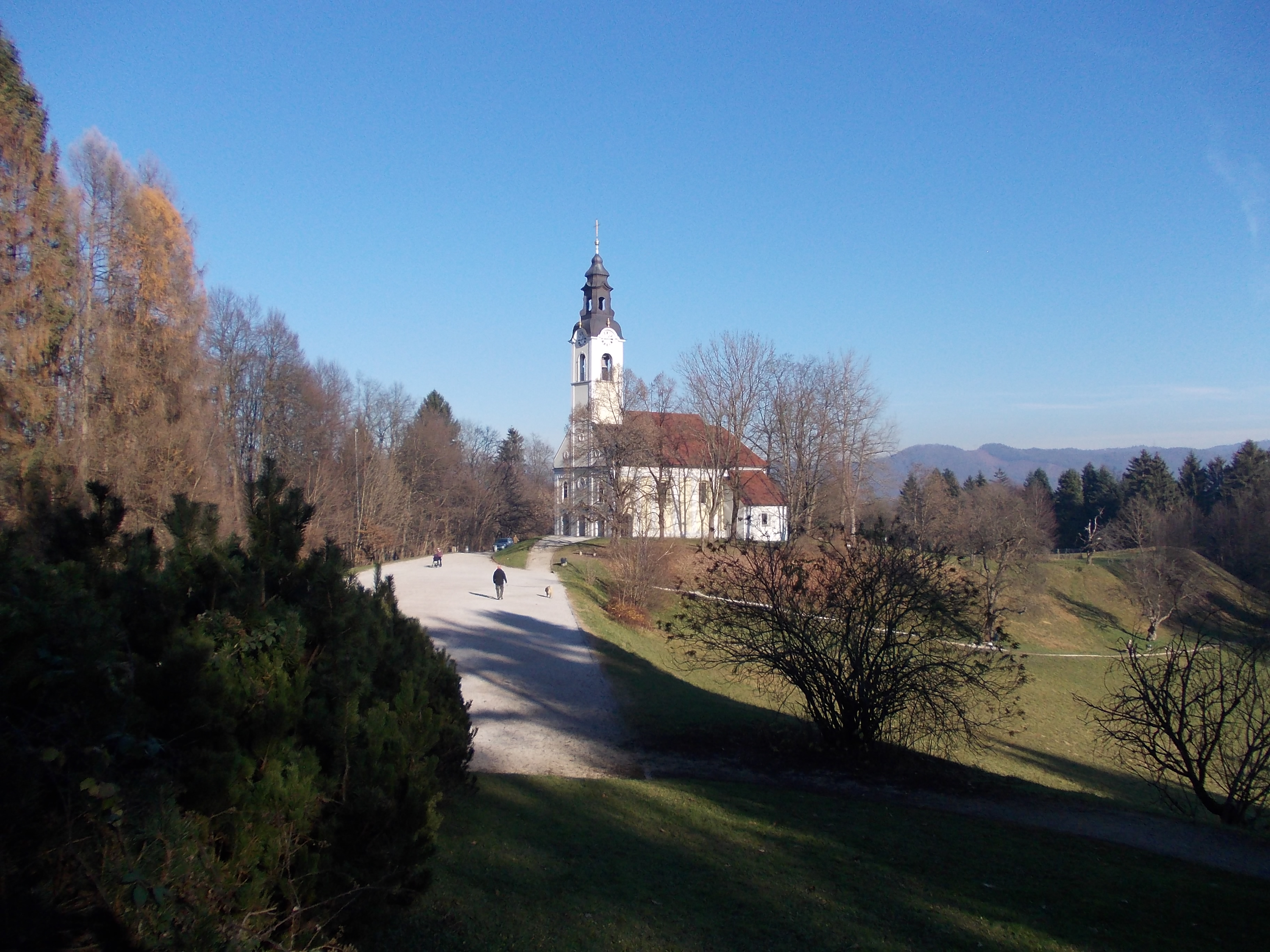
St. Ulrich bei Dobrunje

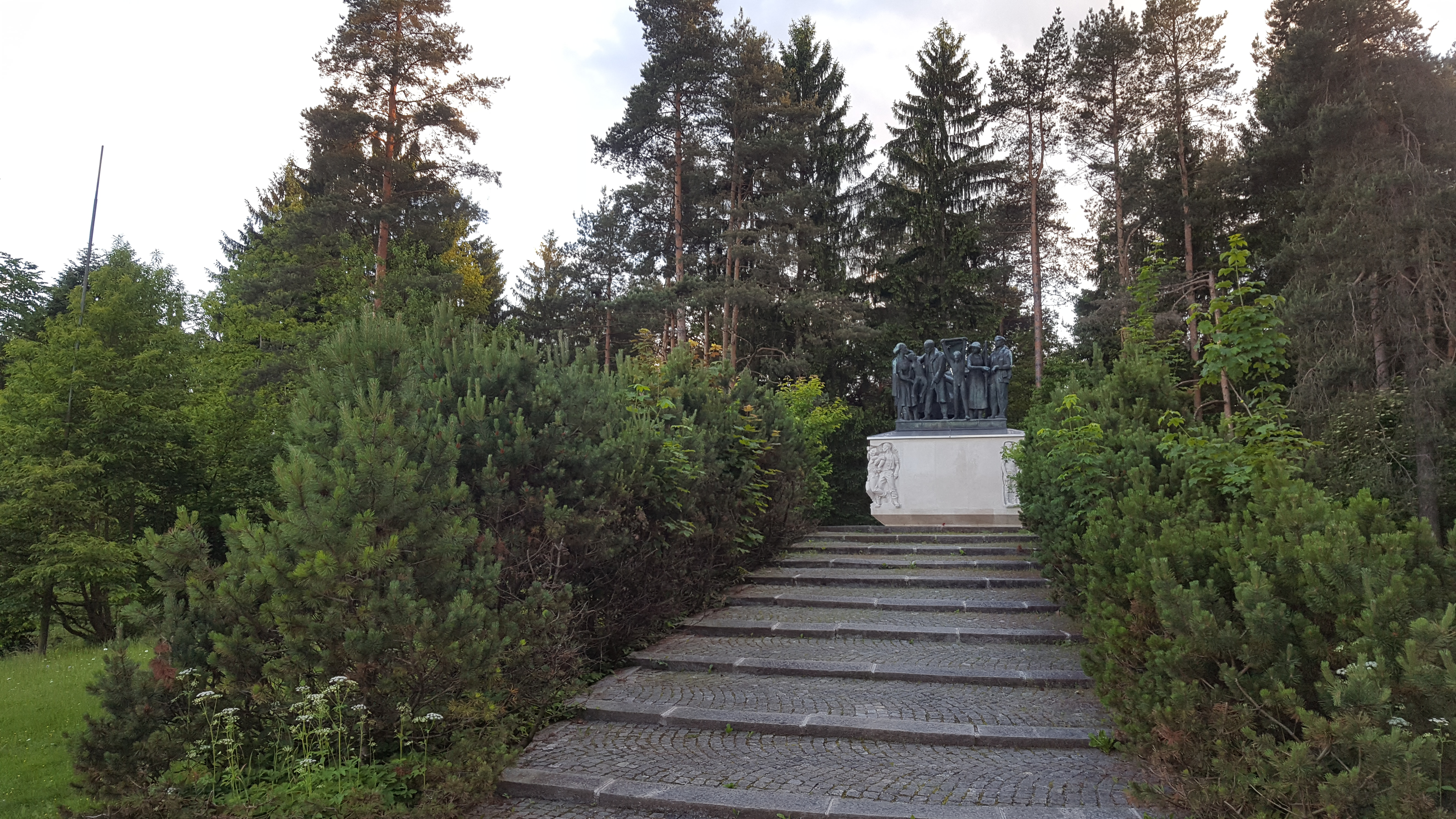
Gedenkstätte über dem Massengrab

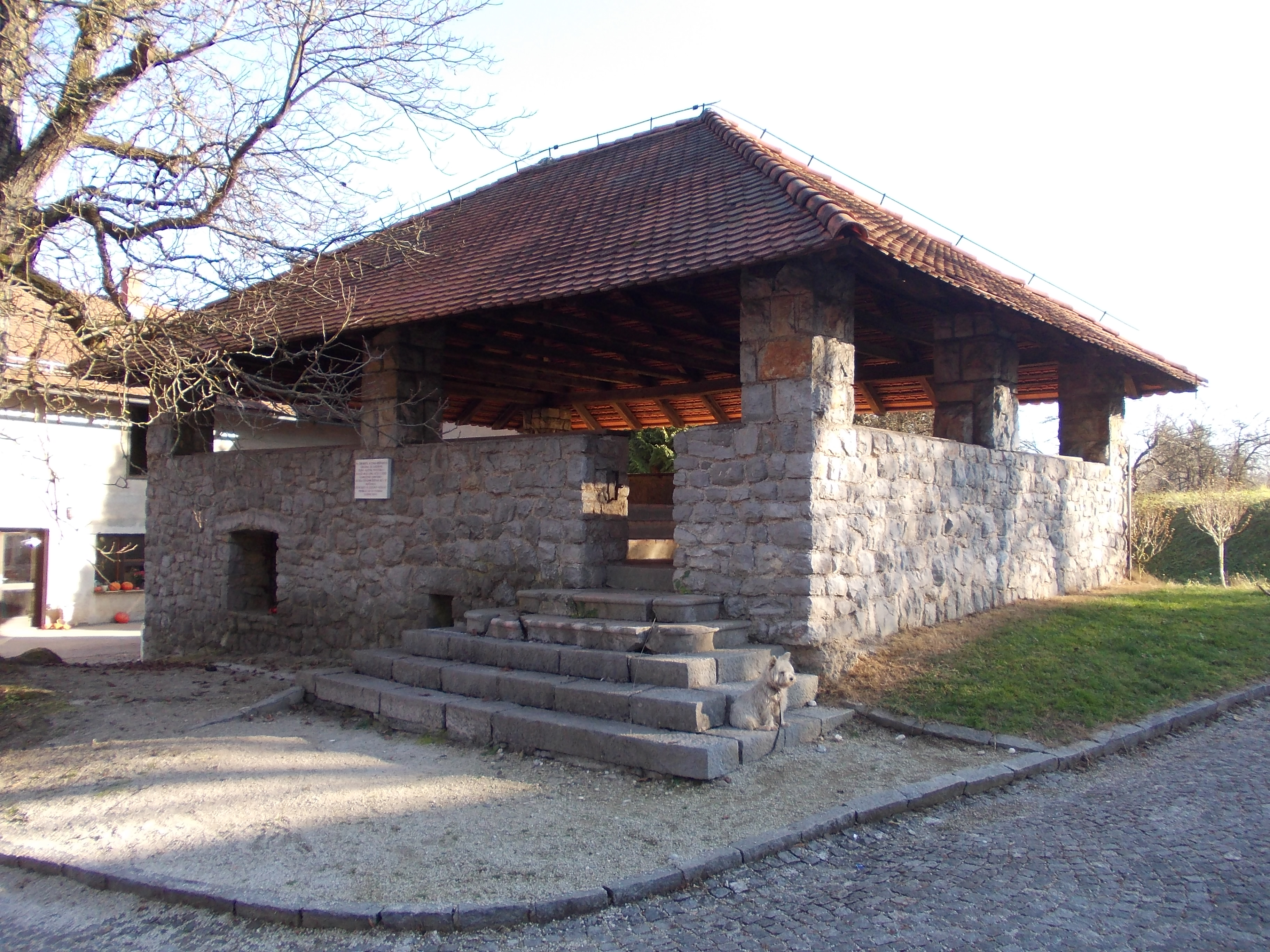
Ehemaliges Küsterhaus, heute Museum

St. Ulrich ist ein Hügel und eine darauf stehende Kirche oberhalb von Dobrunje, einem Ortsteil von Sostro, dem Stadtbezirk 12 der slowenischen Hauptstadt Ljubljana.

## Kirche
Die St.-Ulrich-Kirche (Cerkev sv. Urha) ist eine Filialkirche der Pfarrei St. Leonhard in Sostro. Die Kirche wurde im Mittelalter erbaut und 1728 nach einer barocken Restaurierung neu geweiht.

## Gedenkstätte St.-Ulrich-Hügel
Dobrunje liegt am Fuß des 342 Meter hohen St.-Ulrich-Hügels mit der St.-Ulrich-Kirche (Cerkev sv. Urha), einer Filialkirche der Pfarrei St. Leonhard in Sostro. Die Kirche wurde im Mittelalter erbaut und 1728 nach einer barocken Restaurierung neu geweiht.
Während des Zweiten Weltkriegs waren dort Posten der antikommunistischen Slowenischen Landwehr (Slovensko domobranstvo) stationiert, die mit Folter und Ermordung von mehr als 100 Menschen in Verbindung gebracht wurden. Die Getöteten liegen in einem Massengrab in der Nähe der Kirche, über dem die Künstler Boris Kobe, Karel Putrih und Zdenek Kalin zwischen 1948 und 1955 eine Gedenkstätte gestalteten. Ein Museum im ehemaligen Küsterhaus informiert über das Massaker.